# 프랜시스 랭퍼드

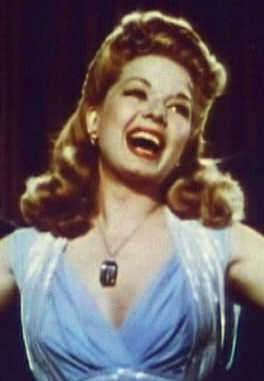

프랜시스 랭퍼드(영어: Frances Langford, 1913년 4월 4일 ~ 2005년 7월 11일)는 미국의 가수, 배우이다. 30~40년대 영화와 라디오 드라마에 주로 출연하였다.
레이클랜드에서 태어났다.

## 영화
- 밥 호프: 헐리우즈 브라이티스트 스타 (1996년) - 본인 역
- 글렌 밀러 스토리 (1954년) - 본인 역
- 메이크 마인 래프 (1949년)
- 비터 더 밴드 (1947년)
- 디스 이즈 더 아미 (1943년)
- 성조기의 행진 (1942년)
- 올-아메리칸 코-에드 (1941년)
- 투 매니 걸즈 (1940년)
- 히트 퍼레이드 오브 1941 (1940년)
- 본 투 댄스 (1936년)
- 에브리 나잇 앤 에이트 (1935년)
- 브로드웨이 멜로디 오브 1936 (1935년)